# Lepri (cognome)
Lepri è un cognome di lingua italiana.

## Varianti
Legori, Leporani, Leporati, Leporatti, Lepore, Leporeo, Lepori, Leporini, Lepratti, Lepre, Leproni, Leprotti, Levarato, Lever, Levera, Leveratto, Levere, Leveri, Levorati, Levoratto, Levorin, Levorini, Levratti, Levrini, Levrotto, Repole, Repoli.

## Origine e diffusione
Cognome tipicamente panitaliano, è presente prevalentemente in Italia centro-settentrionale.
Potrebbe derivare da un soprannome legato alla lepre, dal latino lepus, "lepre". È affine al cognome Coniglio.
Le varianti Leveri e Legori sono lombarde; Lever e Leverato sono veneti; Lepore è meridionale; Repole è calabrese.

## Persone
- Marzio Lepri (1931-2013) – calciatore italiano
- Sergio Lepri (1919-2022) – giornalista e saggista italiano
- Stefano Lepri (1950) – giornalista italiano